# درفش‌ماهی
درفش‌ماهی (نام علمی: Alectis ciliaris) نام یک گونه از تیره گیش‌ماهیان است.